# El Golfo 2
El Golfo 2 es un álbum recopilatorio de varios artistas perteneciente a la compañía discográfica Producciones Twins editado en 1990 compuesto por 18 canciones.

## Canciones
| N.º | Título                      | Intérprete                 | Duración |  |
| 1.  | «Esta es tu vida»           | Hombres G                  |          |  |
| 2.  | «Secuestrado por tu amor»   | Un Pingüino en mi Ascensor |          |  |
| 3.  | «Es por tu amor»            | Modestia Aparte            |          |  |
| 4.  | «Camino de la cama»         | Siniestro Total            |          |  |
| 5.  | «Déjame entrar»             | Los Elegantes              |          |  |
| 6.  | «Trenes sin destino»        | Los Limones                |          |  |
| 7.  | «Rosa gris»                 | Duncan Dhu                 |          |  |
| 8.  | «La calle del olvido»       | Los Secretos               |          |  |
| 9.  | «Mía»                       | Los Rebeldes               |          |  |
| 10. | «Velocidad»                 | Rey Lui                    |          |  |
| 11. | «Los tejados»               | Cómplices                  |          |  |
| 12. | «Cuando brille el sol»      | La Guardia                 |          |  |
| 13. | «Un agujero en el bolsillo» | Dinamita Pa Los Pollos     |          |  |
| 14. | «Quiero un camión»          | Loquillo Y Los Trogloditas |          |  |
| 15. | «Naturaleza Muerta»         | Danza Invisible            |          |  |
| 16. | «No problem»                | Los Inhumanos              |          |  |
| 17. | «Todo, nada»                | The Refrescos              |          |  |
| 18. | «¿Qué voy a hacer yo?»      | Celtas Cortos              |          |  |